# Motorrad-Weltmeisterschaft 1952
Die Motorrad-WM-Saison 1952 war die vierte in der Geschichte der FIM-Motorrad-Straßenweltmeisterschaft.
In der Klasse bis 500 cm³ wurden acht, in der Klasse bis 350 cm³ sieben, in den Klassen bis 250 cm³ und bis 125 cm³ sechs und bei den Gespannen fünf Rennen ausgetragen.

## Punkteverteilung
| Punktewertung | Punktewertung | Punktewertung | Punktewertung | Punktewertung | Punktewertung | Punktewertung |
| ------------- | ------------- | ------------- | ------------- | ------------- | ------------- | ------------- |
| Platz         | 1             | 2             | 3             | 4             | 5             | 6             |
| Punkte        | 8             | 6             | 4             | 3             | 2             | 1             |

In die Wertung kamen bei weniger als acht ausgetragenen Rennen die besten vier Resultate, wurden acht oder mehr Rennen ausgetragen, wurden die fünf besten erzielten Resultate in die WM-Wertung einbezogen.

## 500-cm³-Klasse

### Rennergebnisse
|   | Datum  | Rennen                 | Strecke           | Platz 1           | Platz 2         | Platz 3         | Schn. Rennrunde |
| - | ------ | ---------------------- | ----------------- | ----------------- | --------------- | --------------- | --------------- |
| 1 | 18.05. | 22. GP der Schweiz     | Bremgarten        | Jack Brett        | William Doran   | Carlo Bandirola | Jack Brett      |
| 2 | 13.06. | 34. Isle of Man TT     | Mountain Course   | Reg Armstrong     | Leslie Graham   | Ray Amm         | Geoff Duke      |
| 3 | 28.06. | 22. Dutch TT           | Assen             | Umberto Masetti   | Geoff Duke      | Ken Kavanagh    | Umberto Masetti |
| 4 | 06.07. | 25. GP von Belgien     | Spa-Francorchamps | Umberto Masetti   | Geoff Duke      | Ray Amm         | Umberto Masetti |
| 5 | 20.07. | 16. GP von Deutschland | Solitude          | Reg Armstrong     | Ken Kavanagh    | Sid Lawton      | Leslie Graham   |
| 6 | 16.08. | 24. Ulster GP          | Clady             | Cromie McCandless | Rod Coleman     | Bill Lomas      | Leslie Graham   |
| 7 | 14.09. | 30. GP der Nationen    | Monza             | Leslie Graham     | Umberto Masetti | Nello Pagani    | Leslie Graham   |
| 8 | 05.10. | 3. GP von Spanien      | Montjuïc          | Leslie Graham     | Umberto Masetti | Ken Kavanagh    | Umberto Masetti |

### Fahrerwertung
| 1  | Umberto Masetti   | Gilera          | 28 |
| 2  | Leslie Graham     | MV Agusta       | 25 |
| 3  | Reg Armstrong     | Norton          | 22 |
| 4  | Rod Coleman       | A.J.S.          | 15 |
| 5  | Jack Brett        | A.J.S.          | 14 |
| 6  | Ken Kavanagh      | Norton          | 14 |
| 7  | Geoff Duke        | Norton          | 12 |
| 8  | Nello Pagani      | Gilera          | 12 |
| 9  | Cromie McCandless | Norton / Gilera | 12 |
| 10 | Ray Amm           | Norton          | 9  |

| 11 | Carlo Bandirola   | MV Agusta          | 7 |
| 12 | William Doran     | A.J.S.             | 6 |
| 13 | Bill Lomas        | A.J.S. / MV Agusta | 6 |
| 14 | Sid Lawton        | Norton             | 5 |
| 15 | Auguste Goffin    | Norton             | 2 |
|    | Phil Carter       | Norton             | 2 |
|    | Giuseppe Colnago  | Gilera             | 2 |
| 18 | Hans Baltisberger | BMW                | 1 |
|    | John Surtees      | Norton             | 1 |

### Konstrukteurswertung
| 1 | Gilera    | 36 (39) |
| 2 | Norton    | 32 (36) |
| 3 | MV Agusta | 30 (33) |
| 4 | A.J.S.    | 22      |
| 5 | BMW       | 1       |

(Punkte in Klammern inklusive Streichresultate)

## 350-cm³-Klasse

### Rennergebnisse
|   | Datum  | Rennen                 | Strecke           | Platz 1       | Platz 2       | Platz 3       | Schn. Rennrunde |
| - | ------ | ---------------------- | ----------------- | ------------- | ------------- | ------------- | --------------- |
| 1 | 18.05. | 22. GP der Schweiz     | Bremgarten        | Geoff Duke    | Rod Coleman   | Reg Armstrong | Geoff Duke      |
| 2 | 13.06. | 34. Isle of Man TT     | Mountain Course   | Geoff Duke    | Reg Armstrong | Rod Coleman   | Geoff Duke      |
| 3 | 28.06. | 22. Dutch TT           | Assen             | Geoff Duke    | Ray Amm       | Rod Coleman   | Geoff Duke      |
| 4 | 06.07. | 25. GP von Belgien     | Spa-Francorchamps | Geoff Duke    | Ray Amm       | Reg Armstrong | Geoff Duke      |
| 5 | 20.07. | 16. GP von Deutschland | Solitude          | Reg Armstrong | Ken Kavanagh  | Bill Lomas    | Bill Lomas      |
| 6 | 16.08. | 24. Ulster GP          | Clady             | Ken Kavanagh  | Reg Armstrong | Rod Coleman   | Ken Kavanagh    |
| 7 | 14.09. | 30. GP der Nationen    | Monza             | Ray Amm       | Rod Coleman   | Robin Sherry  | Ray Amm         |

### Fahrerwertung
| 1 | Geoff Duke    | Norton          | 32      |
| 2 | Reg Armstrong | Norton          | 24 (31) |
| 3 | Ray Amm       | Norton          | 21      |
| 4 | Rod Coleman   | A.J.S.          | 20 (24) |
| 5 | Ken Kavanagh  | Norton          | 16      |
| 6 | Jack Brett    | A.J.S.          | 12 (13) |
| 7 | Bill Lomas    | A.J.S.          | 9       |
| 8 | Sid Lawton    | A.J.S. / Norton | 7       |

| 9  | Robin Sherry   | A.J.S.    | 4 |
| 10 | Ernie Ring     | A.J.S.    | 3 |
| 11 | Auguste Goffin | Norton    | 2 |
|    | Ewald Kluge    | DKW       | 2 |
| 13 | George Brown   | A.J.S.    | 1 |
|    | Leslie Graham  | Velocette | 1 |
|    | Mike O’Rourke  | A.J.S.    | 1 |
|    | Roland Schnell | Horex     | 1 |

(Punkte in Klammern inklusive Streichresultate)

### Konstrukteurswertung
| 1 | Norton    | 32 (56) |
| 2 | A.J.S.    | 20 (31) |
| 3 | Velocette | 2       |
|   | DKW       | 2       |
| 5 | Horex     | 1       |

(Punkte in Klammern inklusive Streichresultate)

## 250-cm³-Klasse

### Rennergebnisse
|   | Datum  | Rennen                 | Strecke         | Platz 1           | Platz 2            | Platz 3         | Schn. Rennrunde                   |
| - | ------ | ---------------------- | --------------- | ----------------- | ------------------ | --------------- | --------------------------------- |
| 1 | 17.05. | 22. GP der Schweiz     | Bremgarten      | Fergus Anderson   | Enrico Lorenzetti  | Leslie Graham   | Enrico Lorenzetti                 |
| 2 | 11.06. | 34. Isle of Man TT     | Mountain Course | Fergus Anderson   | Enrico Lorenzetti  | Sid Lawton      | Bruno Ruffo                       |
| 3 | 28.06. | 22. Dutch TT           | Assen           | Enrico Lorenzetti | Bruno Ruffo        | Fergus Anderson | Bruno Ruffo                       |
| 4 | 20.07. | 16. GP von Deutschland | Solitude        | Rudi Felgenheier  | Hein Thorn Prikker | Hermann Gablenz | Bruno Ruffo                       |
| 5 | 16.08. | 24. Ulster GP          | Clady           | Maurice Cann      | Enrico Lorenzetti  | Leslie Graham   | Enrico Lorenzetti                 |
| 6 | 14.09. | 30. GP der Nationen    | Monza           | Enrico Lorenzetti | Werner Haas        | Fergus Anderson | Werner Haas und Enrico Lorenzetti |

### Fahrerwertung
| 1  | Enrico Lorenzetti  | Moto Guzzi          | 28 (34) |
| 2  | Fergus Anderson    | Moto Guzzi          | 24      |
| 3  | Leslie Graham      | Benelli / Velocette | 11      |
| 4  | Maurice Cann       | Moto Guzzi          | 10      |
| 5  | Rudi Felgenheier   | DKW                 | 8       |
| 6  | Bruno Ruffo        | Moto Guzzi          | 7       |
| 7  | Hein Thorn Prikker | Moto Guzzi          | 6       |
|    | Werner Haas        | NSU                 | 6       |
| 9  | Alano Montanari    | Moto Guzzi          | 6       |
| 10 | Sid Lawton         | Moto Guzzi          | 4       |
|    | Hermann Gablenz    | Horex               | 4       |

| 12 | Arthur Wheeler   | Moto Guzzi | 4 |
| 13 | Ewald Kluge      | DKW        | 3 |
|    | Ron Mead         | Velocette  | 3 |
| 15 | Gotthilf Gehring | Moto Guzzi | 3 |
| 16 | Nino Grieco      | Parilla    | 2 |
|    | Bill Webster     | Velocette  | 2 |
|    | Benny Rood       | Velocette  | 2 |
|    | Roberto Colombo  | NSU        | 2 |
| 20 | Sijbren Postma   | Moto Guzzi | 1 |
|    | Ray Petty        | Norton     | 1 |
|    | Bruno Francisci  | Moto Guzzi | 1 |

(Punkte in Klammern inklusive Streichresultate)

### Konstrukteurswertung
| 1 | Moto Guzzi       | 32 (46) |
| 2 | Velocette        | 9       |
| 3 | DKW              | 8       |
|   | NSU Motorenwerke | 6       |
| 5 | Benelli          | 4       |
|   | Horex            | 4       |
| 7 | Parilla          | 2       |
| 8 | Norton           | 1       |

(Punkte in Klammern inklusive Streichresultate)

## 125-cm³-Klasse

### Rennergebnisse
|   | Datum  | Rennen                 | Strecke         | Platz 1         | Platz 2       | Platz 3        | Schn. Rennrunde |
| - | ------ | ---------------------- | --------------- | --------------- | ------------- | -------------- | --------------- |
| 1 | 11.06. | 34. Isle of Man TT     | Mountain Course | Cecil Sandford  | Carlo Ubbiali | Len Parry      | Cecil Sandford  |
| 2 | 28.06. | 22. Dutch TT           | Assen           | Cecil Sandford  | Carlo Ubbiali | Luigi Zinzani  | Cecil Sandford  |
| 3 | 20.07. | 16. GP von Deutschland | Solitude        | Werner Haas     | Carlo Ubbiali | Cecil Sandford | Werner Haas     |
| 4 | 16.08. | 24. Ulster GP          | Clady           | Cecil Sandford  | Bill Lomas    | Charlie Salt   | Cecil Sandford  |
| 5 | 14.09. | 30. GP der Nationen    | Monza           | Emilio Mendogni | Carlo Ubbiali | Leslie Graham  | Guido Sala      |
| 6 | 05.10. | 3. GP von Spanien      | Montjuïc        | Emilio Mendogni | Leslie Graham | Cecil Sandford | Emilio Mendogni |

### Fahrerwertung
| 1 | Cecil Sandford  | MV Agusta   | 28 (32) |
| 2 | Carlo Ubbiali   | F.B Mondial | 24      |
| 3 | Emilio Mendogni | Morini      | 16      |
| 4 | Leslie Graham   | MV Agusta   | 10      |
| 5 | Luigi Zinzani   | Morini      | 9       |
| 6 | Werner Haas     | NSU         | 8       |
| 7 | Angelo Copeta   | MV Agusta   | 7       |
| 8 | Bill Lomas      | MV Agusta   | 6       |
| 9 | Guido Sala      | MV Agusta   | 5       |

| 10 | Len Parry           | F.B Mondial | 4 |
|    | Charlie Salt        | MV Agusta   | 4 |
| 12 | Cromie McCandless   | F.B Mondial | 3 |
| 13 | Romolo Ferri        | Morini      | 3 |
| 14 | Hubert Luttenberger | NSU         | 3 |
| 15 | Hermann Paul Müller | F.B Mondial | 2 |
| 16 | Frank Burman        | EMC-Puch    | 1 |
|    | Lo Simons           | F.B Mondial | 1 |

(Punkte in Klammern inklusive Streichresultate)

### Konstrukteurswertung
| 1 | MV Agusta        | 30 (38) |
| 2 | F.B Mondial      | 24 (26) |
| 3 | Moto Morini      | 21      |
| 4 | NSU Motorenwerke | 9       |
| 5 | EMC-Puch         | 1       |

(Punkte in Klammern inklusive Streichresultate)

## Gespanne (500 cm³)

### Rennergebnisse
|   | Datum  | Rennen                 | Strecke           | Platz 1                           | Platz 2                            | Platz 3                           | Schn. Rennrunde                |
| - | ------ | ---------------------- | ----------------- | --------------------------------- | ---------------------------------- | --------------------------------- | ------------------------------ |
| 1 | 18.05. | 22. GP der Schweiz     | Bremgarten        | Albino Milani / Giuseppe Pizzocri | Cyril Smith / Bob Clements         | Jacques Drion / Bob Onslow        | Ercole Frigerio / Ezio Ricotti |
| 2 | 06.07. | 25. GP von Belgien     | Spa-Francorchamps | Eric Oliver / Stanley Price       | Albino Milani / Giuseppe Pizzocri  | Cyril Smith / Bob Clements        | Eric Oliver / Stanley Price    |
| 3 | 20.07. | 16. GP von Deutschland | Solitude          | Cyril Smith / Bob Clements        | Ernesto Merlo / Dino Magri         | Jacques Drion / Bob Onslow        | Ernesto Merlo / Dino Magri     |
| 4 | 14.09. | 30. GP der Nationen    | Monza             | Ernesto Merlo / Dino Magri        | Cyril Smith / Les Nutt             | Albino Milani / Giuseppe Pizzocri | Ernesto Merlo / Dino Magri     |
| 5 | 05.10. | 3. GP von Spanien      | Montjuïc          | Eric Oliver / Lorenzo Dobelli     | Jacques Drion / Inge Stoll-Laforge | Cyril Smith / Les Nutt            | Ernesto Merlo / Dino Magri     |

### Fahrerwertung
| 1  | Cyril Smith      | Bob Clements bzw. Les Nutt         | Norton | 24 (28) |
| 2  | Albino Milani    | Giuseppe Pizzocri                  | Gilera | 18      |
| 3  | Ernesto Merlo    | Dino Magri                         | Gilera | 17      |
| 4  | Jacques Drion    | Bob Onslow bzw. Inge Stoll-Laforge | Norton | 17 (18) |
| 5  | Eric Oliver      | Stanley Price bzw. Lorenzo Dobelli | Norton | 9       |
| 6  | Marcel Masuy     | Denis Jenkinson                    | Norton | 9       |
| 7  | Ferdinand Aubert | René Aubert                        | Norton | 3       |
|    | Otto Schmid      | Otto Kölle                         | Norton | 3       |
| 9  | Julien Deronne   | Edouard Texidor                    | Norton | 2       |
|    | René Bétemps     | André Drivet                       | Norton | 2       |
| 11 | Jean Murit       | André Emo                          | Norton | 1       |
|    | Wilhelm Noll     | Fritz Cron                         | BMW    | 1       |
|    | Len Taylor       | Peter Glover                       | Norton | 1       |
|    | Rudolf Koch      | Adolf Flach                        | BMW    | 1       |

(Punkte in Klammern inklusive Streichresultate)

### Konstrukteurswertung
| 1 | Norton | 26 (32) |
| 2 | Gilera | 28      |
| 3 | BMW    | 2       |

(Punkte in Klammern inklusive Streichresultate)